# Kategoria abelowa
Kategoria abelowa – kategoria {\displaystyle {\mathfrak {A}}} spełniająca następujące warunki
1. Istnieje obiekt zerowy.
2. Każdy morfizm posiada jądro i kojądro.
3. Wszystkie monomorfizmy i epimorfizmy są normalne.
4. Dla każdej pary obiektów istnieje produkt i koprodukt.

Często w definicji dodatkowo zakłada się, że {\displaystyle {\mathfrak {A}}} jest kategorią lewostronnie lokalnie małą. Dla kategorii abelowych założenie to jest równoważne prawostronnej lokalnej małości.
Koprodukt obiektów A i B kategorii abelowej nazywany jest zwykle sumą prostą tych obiektów i oznaczany symboem {\displaystyle A\oplus B} (czasem {\displaystyle A+B}).

## Przykłady
1. Kategoria wszystkich grup abelowych jest kategorią abelową. Obiekty są grupami abelowymi, a morfizmy – homomorfizmami takich grup.
2. Każda podkategoria zupełna kategorii abelowej zawierająca wraz z każdym morfizmem jego jądro i kojądro, a wraz z parą obiektów ich produkt i koprodukt, jest kategorią abelową.

## Literatura dodatkowa
- Bucur I., Deleanu A.: Introduction to the Theory of Categories and Functors (tłum. ros.). Москва: Мир, 1972. Brak numerów stron w książce